# Ferreira do Alentejo
Ferreira do Alentejo község és település Portugáliában, Beja kerületben. A település területe 648,25 négyzetkilométer. Ferreira do Alentejo lakossága 8255 fő volt a 2011-es adatok alapján. A településen a népsűrűség 13 fő/ négyzetkilométer. A település jelenlegi vezetője Aníbal Coelho Costa.
A község napja minden évben március 5-én van.

## Települései
A község a következő településeket foglalja magába, melyek:
- Alfundão e Peroguarda
- Ferreira do Alentejo e Canhestros
- Figueira dos Cavaleiros
- Odivelas

## Fordítás
Ez a szócikk részben vagy egészben  a   Ferreira do Alentejo című angol Wikipédia-szócikk ezen változatának fordításán alapul.  Az eredeti cikk szerkesztőit annak laptörténete sorolja fel. Ez a jelzés csupán a megfogalmazás eredetét és a szerzői jogokat jelzi, nem szolgál a cikkben szereplő információk forrásmegjelöléseként.

## Külső hivatkozások
- Városháza hivatalos oldala Archiválva 2015. augusztus 11-i dátummal a Wayback Machine-ben
- Ferreira do Alentejo fotói
- Ferreira do Alentejo fotói
- Ferreira do Alentejo Geocoin